# Kastiljski parlament
Kastiljski parlament je bil stanovska politična institucija Kastiljskega kraljestva v srednjem veku in Ancien Régime. V njem je imelo glas določeno število mest; njihovi predstavniki pa so se zbirali po stanovih: duhovščina, plemstvo in tretji stan - ljudstvo.
Parlament je skliceval in vodil kastiljski kralj. Zaradi velike moči monarha, je imel kastiljski parlament omejene in manj pomembne funkcije, kot podobne institucije v Aragonskega kraljestva. S časoma so se njihove naloge omejile le še na odločitve glede davkov, ker pa sta privilegirana stanova - duhovščina in plemstvo- bila davkov oproščena, so v parlamentu zasedali le še predstavniki tretjega stanu.
V 12. in 13. stoletju sta kraljestvo Leon in kraljestvo Kastilije še imela vsak svoj parlament. Kraljestvi sta se neprestano združevali in ločevali, kar pa se je zaključilo v času vladanja Fernanda III. in pripeljalo do postopne združitve obeh parlamentov. Sprva sta zasedala istočasno, v istem mestu, vendar še ločeno - na primer leta 1293 na Cortes de Valladolid - pod imenom Kastiljski in Leonski parlament, od vladavine katoliških kraljev v 15. stoletju pa je znan pod imenom Kastiljski parlament.
Vprašanje prvega parlamenta v Evropi je še zmeraj polemično, odgovor pa je odvisen od tega, kako obravnavamo različne politične institucije, ki so delovale v visokem srednjem veku - Generalni stanovi Francije, Angleški parlament, parlamenti krščanskih kraljestev na Iberskem polotoku. V primeru zgodnejših ustanov kot so Althing ali islandski parlament iz leta 930, gre bolj za ostanek vojaških zborov germanskim plemen (thing). 
O času in kraju zasedanj parlamenta je odločal kralj; ta je prav tako določil katera mesta so lahko poslala v parlament svoje zastopnike in število le teh (po navadi je vsako mesto imelo dva predstavnika).  
V času vladavine Habsburžanov so se funkcije parlamenta omejile na potrjevanje davkov, pri čemer so sodelovali le kmetje in meščani, saj sta bila prvi in drugi stan davkov oproščena in od zasedanja parlamenta v Toledu leta 1538 so v parlament pozivali le še predstavnike mest in vasi. 
V Kastiljskem kraljestvu je zakonodajno oblast izvrševal kralj, parlament pa je nadzoroval kovanje denarja, njegovo vrednost, predstavljal peticije, spreminjal že obstoječe zakone; v novem veku je izgubil svojo moč s popolno podreditvijo kralju. Zasedanja so bila vedno manj pogosta, v času vladanja Carlosa II. med letoma 1665 in 1700 ni bil parlament sklican niti enkrat, še naprej pa se je ohranila Diputación de Cortes, ustanovljena leta 1525, iz katere se je 1658 oblikovala Sala de Millones del Consejo de Hacienda.
V 18. stoletju so španski prestol zasedli Bourboni. V času ko so v Aragonskem kraljestvu razpustili aragonski parlament z dekretom de nueva planta, je bilo sklicanih manjše število zasedanj, vendar s spremembo, da se ta odvijejo istočasno za vsa kraljestva - z izjemo Navarre. Ta novi, združeni parlament je sledil tradiciji Kastiljskega parlamenta in se uveljavil kot Generalni parlament monarhije, v katerem je imelo svoj glas 37 mest, 20 kastiljskih in 17 aragonskih. Njihova funkcija se je vseskozi manjšala, parlament je bil sklican le še ob prisegi novemu monarhu. Zadnje zasedanje parlamenta po tradiciji Ancien Régime je bilo leta 1833 ob prisegi Izabele II., princese Asturijske.
Čeprav se je v 18. in 19. stoletju že uporabljal izraz Špansko kraljestvo, pa se za parlament tega časa ne uporablja izraz 'Španski parlament' (Cortes de España); z izrazom Cortes espanolas je Francisco Franco poimenoval institucijo, ki se je obdržala od 1942 do 1976, s katero je želel svojemu režimu zagotoviti parlamentarni izgled. Po španski ustavi iz leta 1978 se za današnji španski parlament uporablja izraz Generalni parlament. 

### Izvor
Predhodniki Kastiljskega parlamenta so bili vojaški zbori germanskih plemen (thing). Podobne institucije so se pojavile že v pri Vizigotih, medtem ko v muslimanski Španiji ni mogoče najti podobnih ustanov. Veliko večji vpliv pa so imela prva stoletja Rekonkviste in ponovno naseljevanje kristjanov proti jugu. Predvsem pomembne so bile ponovne osvojitve ozemlja med Kantabrijskim pogorjem in reko Duero v 10. stoletju in med rekama Tajo in Duero v 11. in 12. stoletju, kjer so bile ustanovljene posebne občine ali tako imenovane 'skupnosti vasi in zemlje'.
Ni mogoče točno določiti datuma s katerim je navadno ljudstvo pridobilo sodelovanje v parlamentih preko predstavnikov/ prokuristov, vendar lahko z gotovostjo potrdimo, da se je njihova prisotnost popolnoma ustalila na zasedanju parlamenta v Leonu leta 1188.

### O priložnostih ob katerih je bil sklican parlament
Monarhi Kastilije in Leona so sklicali parlament ob naslednjih priložnostih:
- Potrditev princa kot legitimnega naslednika prestola, ko je vladajoč monarh še živ
- Ob smrti vladajočega monarha kot poklon prestolonasledniku; ta je moral pred parlamentom priseči, da bo branil zakone, pravice in svoboščine ljudstva
- Za razrešitev dvomov in težav ob imenovanju naslednika
- Za imenovanje skrbnikov prestolonaslednika, če je ta mlajši od 14 let in je monarh umrl brez da bi sam določil skrbnike
- Za izbor regenta, ki bi prevzel vodenje kraljestva, v primeru, da vladajoč monarh zaradi fizičnih ali moralnih nesposobnosti tega ne bi bil zmožen
- Če so kraljestvo ogrožale revolucije; za ponovno vzpostavitev miru
- Ob dosegi polnoletnosti princa, s čimer je začel sodelovati pri vodenju države
- Zbrali so se, ko je bilo treba odločati o vojni ali miru, podpisati dogovore, skleniti zavezništva in zveze
- Če so princi želeli pregledati ta zavezništva in dogovore ali potrditi dogovore o porokah
- Če se je monarh želel odpovedati prestolu, je bilo potrebno preučiti  vzroke in posledice odpovedi
- Ko se je zaradi državljanskih ali zunanjih vojn pojavila revščina in propadanje v kraljestvu, če je prišlo do zmanjšalo število prebivalstva, opuščanja kmetijstva in trgovine, inflacije, zvišanja cen...
- Če so preiskovali kakršno koli korupcijo, nespoštovanje zakonov
- Ob sprejetju novih zakonov ali spremembah starih že veljavnih zakonov

### Udeleženci zasedanj parlamentov
Zasedanj srednjeveških parlamentov Kastilije in Leona so se udeleževali kralj / kraljica, v primeru njihove odsotnosti ali mladoletnosti njihovi skrbniki, regenti, guvernerji kraljestev, princi in ostali člani kraljeve družine, plemiči, kraljevi svetovalci in uradniki, visoki vojaški častniki, prokuristi ljudstva in predstavniki posameznih vasi in mest. Vsi vladajoči monarhi, od Recareda I. (586-601), do Karel I. so se osebno udeleževali zasedanj parlamenta, saj so jih s svojo prisotnostjo potrdili, prav tako so predlagali zadeve o katerih bi bila potrebna razprava treh stanov in odgovarjali na zahteve in prošnje ljudstva. Na udeleževanje parlamentarnih zasedanj so kralji gledali kot na svojo kraljevo pravico in tudi dolžnost.

### Mesta z glasovi v parlamentu
Leta 1315 se je na Cortes de Burgos zbralo 126 predstavnikov 49 vasi in mest, medtem ko se je naslednjih dveh zasedanjih v Madridu (Cortes de Madrid leta 1329 in Cortes de Madrid leta 1339) udeležilo 192 prokuristov, ki so zastopali skupno več kot 90 različnih skupnosti. V 15. stoletju se je število le teh močno zmanjšalo, na 17 mest, od tega je vsako mesto zastopalo interese širšega območja. Med mesti s pravico do predstavnikov v parlamentu so bile vse prestolnice kraljestev in nekatere najpomembnejša mesta v starih kraljestvih Kastilije in Leona. Z osvojitvijo Granade izpod muslimanskih rok, je ta dobila svoje zastopstvo; tako se je število povzpelo na 18 in se tako ohranilo do začetka 17. stoletja. V 17. stoletju se je število povečalo, ko so pravico glasovanja pridobila mesta v Galiciji (1623) in Extremaduri (1653). 20 Kastiljskim mestom se je z združitvijo v 18. stoletju pridružilo še 17 Aragonskih. 